# Please, Please, Please
| Оценки критиков | Оценки критиков |
| Источник        | Оценка          |
| --------------- | --------------- |
| AllMusic        | Без оценки      |

«Please, Please, Please» (рус. Пожалуйста, пожалуйста, пожалуйста) — песня американского певца Джеймса Брауна и его группы Famous Flames. Была написана самим Джеймсом Брауном и Джонни Терри.
Группа Famous Flames была найдена Ральфом Бассом, заведовавшего на лейбле King Records секцией артистов и репертуара (A&R), и привезена в Цинциннати на запись. Владельцу King Records Сиду Нейтану эта самая первая запись группы очень сильно не понравилась, но сингл с ней в итоге продался в 3 миллионах экземпляров.
Это был дебютный сингл группы. Он вышел в США 4 марта 1956 года на лейбле Federal Records (подлейбле King Records). Надо сказать, что песня стала популярной не сразу. Добралась до первой десятки ритм-н-блюзового чарта журнала Billboard она только во второй половине лета. Наивысшей позицией стало в итоге 6-е место.
В 2004 году журнал Rolling Stone поместил песню «Please, Please, Please» в исполнении Джеймса Брауна на 142-е место своего списка «500 величайших песен всех времён». В списке 2011 года эта песня в исполнении Джеймса Брауна (и его группы Famous Flames) находится на 143-м месте.
Также песня «Please, Please, Please» в исполнении Джеймса Брауна вместе с ещё тремя его песнями — «I Got You (I Feel Good)», «Sex Machine» и «Say It Loud – I’m Black and I’m Proud» — входит в составленный Залом славы рок-н-ролла список 500 Songs That Shaped Rock and Roll.
В 2001 году сингл «Please, Please, Please» Джеймса Брауна и группы Famous Flames (вышедший в 1956 году на лейбле Federal Records) был принят в Зал славы премии «Грэмми».